# Jüdischer Friedhof (Bad Godesberg)

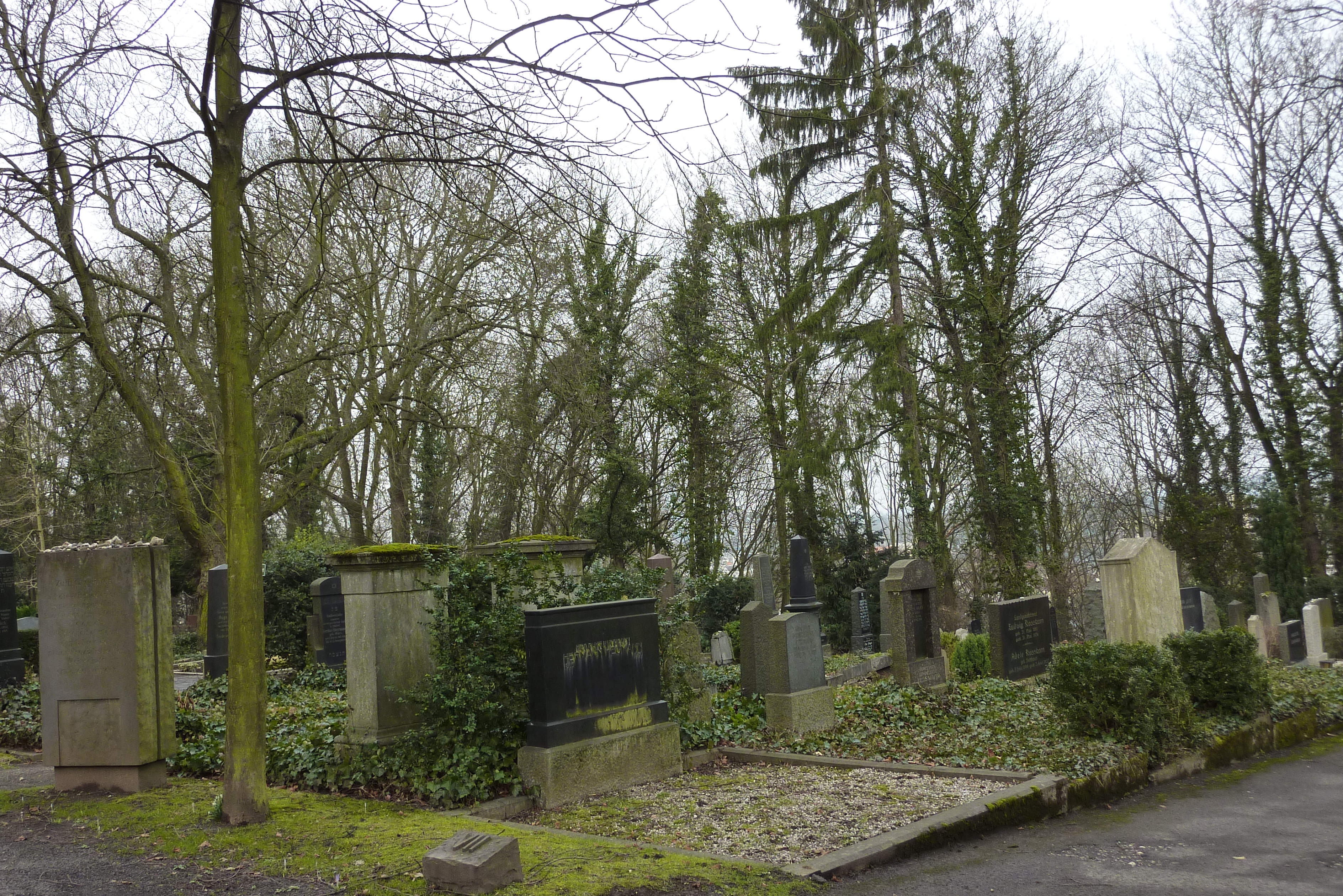
Abteilung VII des kommunalen Friedhofs in Bad Godesberg

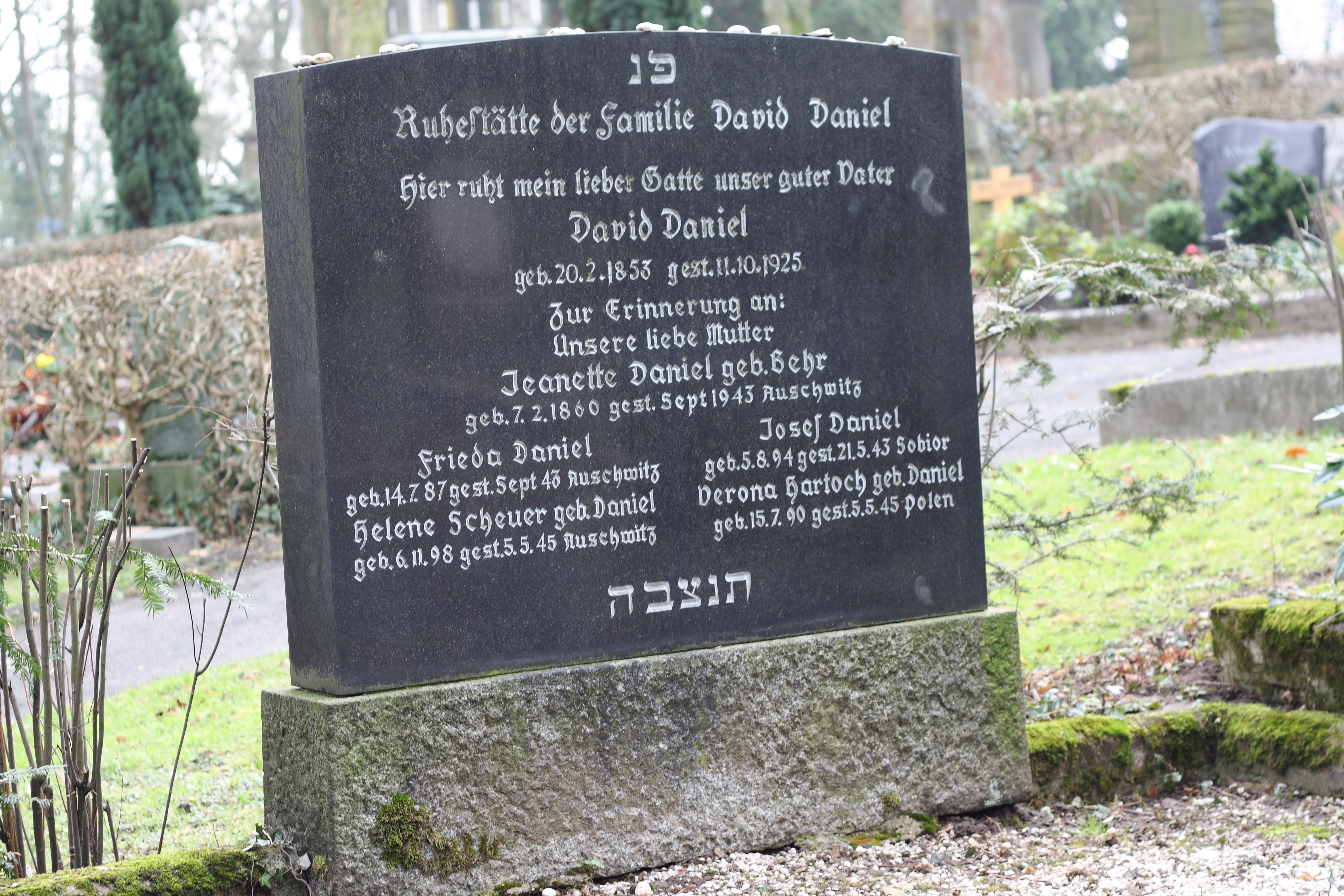
Grabstein der Familie David Daniel mit der Erinnerung an die ermordeten Familienmitglieder

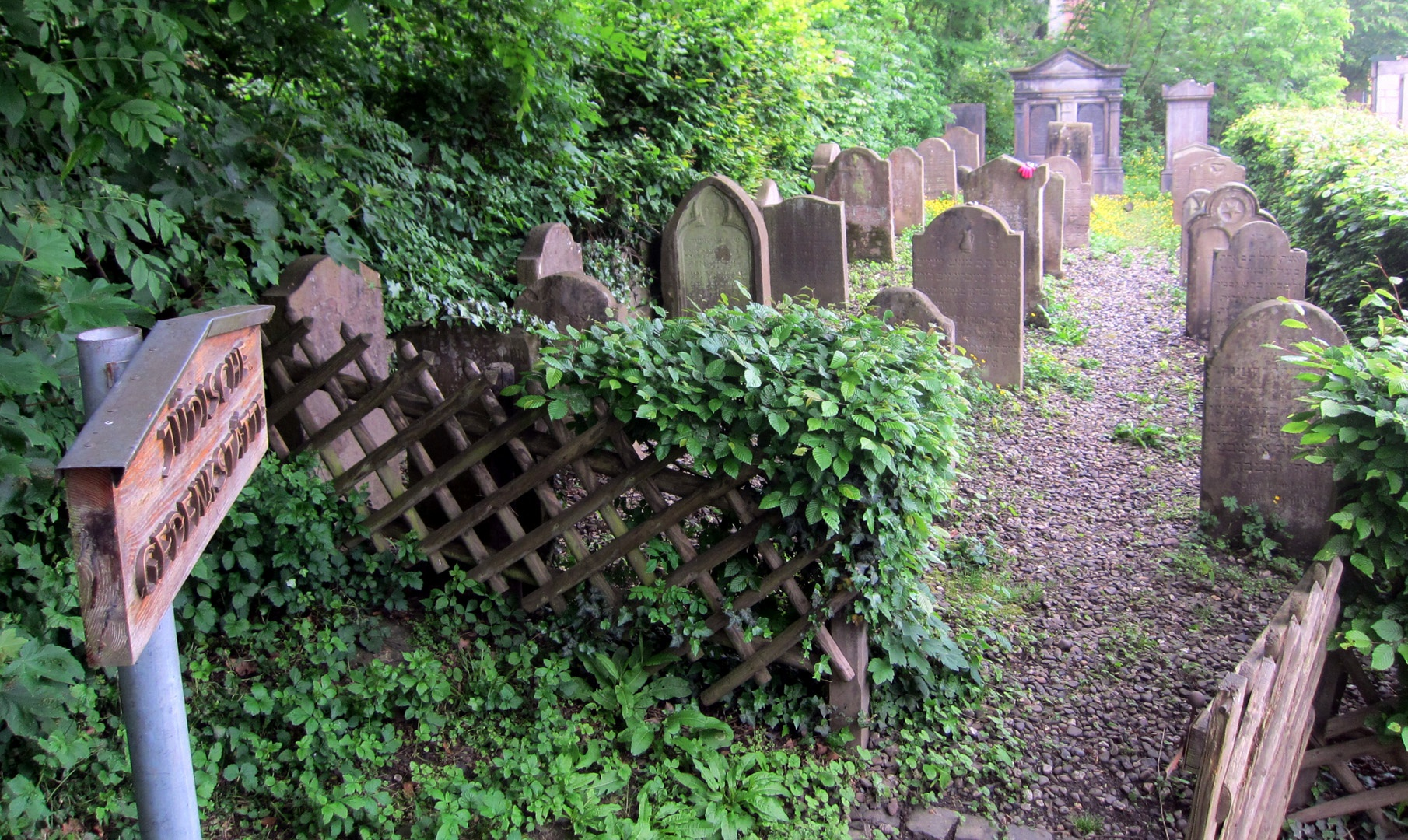
Jüdische Gedenkstätte Aennchenstraße in Bonn-Bad Godesberg, Blick durch die offene Pforte im Osten (2014)

Der Jüdische Friedhof Bad Godesberg ist heute ein jüdischer Friedhof, der einen Teil des kommunalen Friedhofs (Burgfriedhof) in Bad Godesberg, einem Stadtbezirk von Bonn (Nordrhein-Westfalen), einnimmt.

## Geschichte
Seit dem 17. Jahrhundert lebten vereinzelt Juden in Bad Godesberg. Ein mit Bonn bestehender Synagogenverband wurde 1875 aufgelöst. Die Größe der Gemeinde belief sich 1808 auf 32, 1885 auf 56 und 1932 auf 109 Mitglieder. 1932 waren die Bürgermeistereien Villip (eine Person), Lannesdorf und Mehlem (6 Personen) an die Godesberger Gemeinde angeschlossen.
Im Jahr 1730 wird erstmals ein jüdischer Friedhof am Südosthang des Godesberges überliefert. Da sich die Juden auf alte Rechte beriefen, ihre Toten dort bestatten zu dürfen, muss der Friedhof schon einige Zeit vorher angelegt worden sein. Als die Gemeinde Godesberg 1895 den Burgberg erwarb, verbot sie weitere Bestattungen auf diesem alten Friedhof. Gleichzeitig überließ die politische Gemeinde der jüdischen Gemeinde ein Grundstück neben dem kommunalen Burgfriedhof. Heute liegt dieser jüdische Friedhof inmitten des kommunalen Friedhofs und wird als Abteilung VII geführt.
Bei einer nahe dem Burgfriedhof gelegenen Jüdischen Gedenkstätte in der Aennchenstraße, auf der sich weitere 33 Grabsteine befinden, handelt es sich – obwohl häufig als „jüdischer Friedhof“ bezeichnet – nicht um einen echten Friedhof, da diese Grabsteine erst nach dem Zweiten Weltkrieg am Fuß des Godesbergs entdeckt und dort aufgestellt wurden. Diese Gedenkstätte steht als Baudenkmal unter Denkmalschutz.